# Перехід Ганнібала через Альпи

Похід Ганнібала

Перехід Ганнібала Барки через Альпи (друга пол. жовтня 218 р. до н. е.) — одна з найважливіших подій Другої Пунічної війни; вважається одним з найбільш примітних досягнень у військовій справі часів античності. Перехід через Альпи дозволив Ганнібалу несподівано для римлян привести карфагенську армію в Італію.

## Датування
Полібій пише, Що Ганнібал досяг перевалу в Альпах «незадовго до заходу Плеяд», за словами Лівія: 
"На дев'ятий день досягли вони альпійського перевалу, часто прокладаючи собі шлях по непрохідним місцевостям і кілька разів збиваючись з дороги: то їх обманювали провідники, то вони самі, не довіряючи їм, вибирали шлях навмання і заходили в глухі долини. Упродовж двох днів вони стояли табором на перевалі; воїнам, стомленим роботами і битвами, було дано час відпочити; а кілька в'ючних тварин, що скотилися перш зі скель, ступаючи по слідах війська, прийшли в табір. Воїни все ще були пригнічені обрушилися на них нещастями, як раптом, до їх жаху, в ніч заходу Плеяд випав сніг. На світанку табір був знятий і військо ліниво рушило вперед по дорозі, занесеної снігом; у всіх на обличчі лежав відбиток туги і відчаю «. 
За Варроном: 
»Для більш точного розподілу часу потрібно враховувати деякі явища, погодившись з якими рік ділиться на вісім частин: перша — від фавонія до весняного рівнодення — має 45 днів звідси до сходу Вергілій 44 дня; від їх сходу до сонцестояння 48 днів, від нього до появи Пса 27 днів, потім до осіннього рівнодення 67 днів, звідси до заходу Вергілій 32 дня, від їх заходу до зимового сонцестояння 57 днів, від нього до фавонія 45 днів ". 
Таким чином, Ганнібал досяг перевалу 23 жовтня. 24-25 жовтня він стояв табором на перевалі, а 26 жовтня він почав спуск. Отже перехід Ганнібала через Альпи припав приблизно на 15-29 жовтня 218 року до н. е.

## Передісторія
За укладеним миром 242 року до н. е., Карфаген заплатив високу ціну за свою поразку, країна позбулася свого панування на Середземному морі. Батько Ганнібала, Гамількар, проводячи активну завойовницьку політику щодо повернення втраченого панівного становища, часто зачіпав інтереси Риму, тим самим провокуючи Рим на початок нової війни.
Завоювання в Іспанії були відмінним плацдармом для нападу на Рим, що не могло не залишитися осторонь від Республіки. Після загибелі в бою Гамількара новим командувачем карфагенським військом став його зять Гасдрубал, який ще більш активно продовжив його політику. Дуже важливим його рішенням було заснування на Піренеях Нового Карфагена, якому судилося стати адміністративним і торговим центром іспанських володінь Карфагена. В кінцевому рахунку, до 218 року до н. е. Карфаген компенсував усі свої втрати після Першої Пунічної війни, назріла неминучість ще однієї війни.
Коли Ганнібал прийшов до влади, йому тільки виповнилося двадцять п'ять років, але він був уже досвідченим воєначальником і прекрасно розумів, що час нападу на Рим настав. Проте спочатку було необхідно підготуватися до війни. Барка уклав міцний союз з іберійськими племенами і почав збирати армію. Приводом до війни послужив напад на розташований в Іспанії місто-фортеця Сагунт, яке було союзником Риму. Після семимісячної облоги в 218 р. до н. е. місто було взято, і тільки тоді римське посольство в Карфагені оголосило їм війну. З цього моменту почалася Друга Пунічна війна, а Ганнібал Барка почав роздумувати над маршрутом нападу на Італію.

## Маршрут руху армії

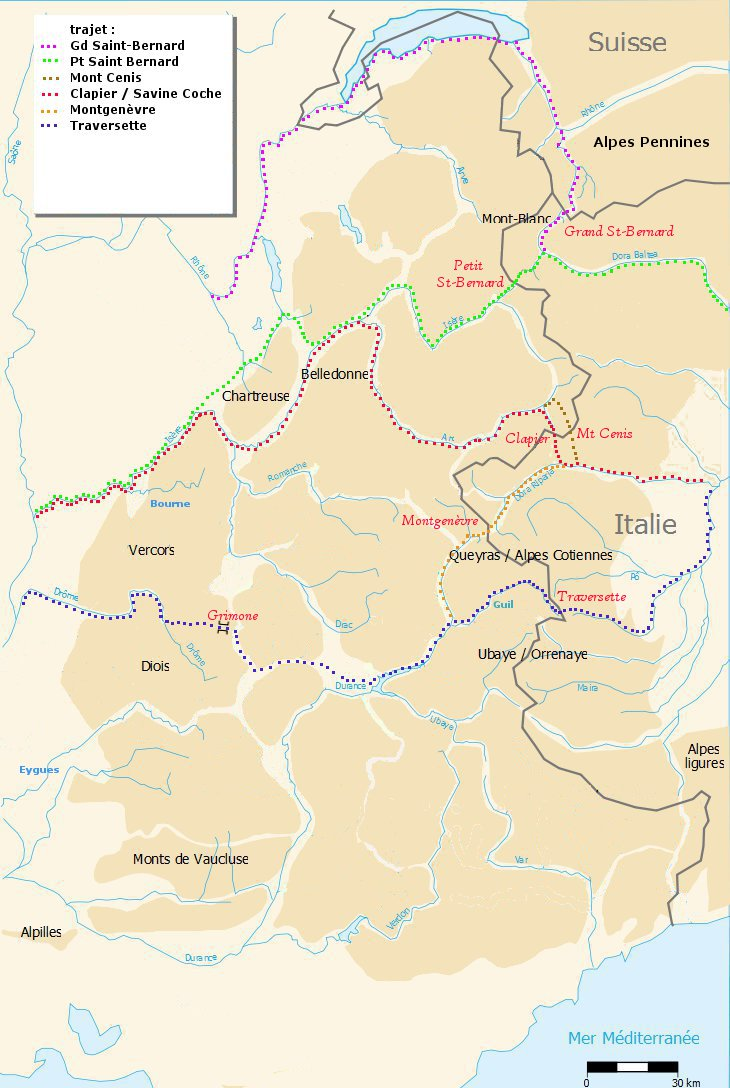
Можливі маршрути через Альпи

Основна причина, яка визначила вибір Ганнібалом Барка маршруту нападу через Альпи, полягала в бажанні скористатися ефектом несподіванки, так як в той час перехід через холодні північні Альпи багатотисячної армії вважався самогубством. Маршрут Ганнібалу необхідно було вибирати дуже ретельно, так дорога для руху повинна була бути прохідною для кінних вершників, неповоротких слонів, а також різних возів з харчами і спорядженням. Крім того, шлях не повинен був займати багато часу, адже розмір провізії був сильно обмежений.
На той момент було відомо три можливих маршрути руху через Альпи. Перший маршрут проходив прибережною дорогою, він був самим легкопрохідній, але його загороджували римські війська, тому Барка не міг рухатися по ньому. Другий маршрут проходив через Коттійскі Альпи. Незважаючи на те, що цей шлях був найкоротшим, він був малопридатний для проходу, тільки за часів Помпея на цьому маршруті була прокладена військова дорога для встановлення зв'язку з галльскими провінціями. Третій маршрут пролягав через Грайські Альпи, прохід мав назву Малий Сан-Бернар, він був найдовшим з можливих маршрутів, але і найзручнішим, так як долина, через яку пролягав шлях, була досить широкою і родючою для випасу тварин.
Таким чином, ґрунтуючись на праці Лівія та інших джерелах, сучасні дослідники зробили висновок, що до Альпійських гір Ганнібал Барка зі своєю багатотисячною армією підійшов, рухаючись вгору за течією річки Рони, далі через перевал Сан-Бернар він вийшов в долину річки По, а далі, проходячи з боєм землі Таврина і галльських племен, полководець вийшов на перевал, який відкривав шлях до Північної Італії.

## Перший етап переходу
В перші дні переходу перед Ганнібалом виникла складність, як пройти загони воїнів галльських племен, які зайняли прохід через велику ланцюг Альп. Полководницький дар Ганнібала вирішив цю проблему, скориставшись тим, що воїни ворожого племені на ніч поверталися в свої сільця і прохід залишався вільним саме вночі. Наказавши зайняти його передовим загонам, полководець очистив шлях своїм військам. Але добре орієнтуються в даній місцевості галли атакували ар'єргард карфагенских військ, через що на вузькій дорозі почалася страшна заворушка, в результаті якої армія Барки зазнала суттєвих втрат, не лише від стріл і списів галлів, а й в результаті падіння воїнів і коней з великою висоти. В кінцевому підсумку армія Барки зуміла відтіснити галлів і благополучно спуститися в долину Шамбері, де полководцем на поталу своїм військам було віддано невелике галльське місто. У долині Ганнібал Барка дав своїм військам кілька днів відпочинку для заліковування ран і поповнення.

Бойові слони Ганнібала на переправі через Рону. Картина Анрі Мотта, 1878

Протягом трьох днів, не зустрічаючи опору, карфагенське військо рухалося вгору річкою Ізера. Потім армія Барки увійшла на територію племені центронов, місцеві жителі дуже тепло зустріли воїнів, забезпечили їх необхідними припасами і дали провідників. Проте пізніше з'ясувалося, що це була добре продумана пастка, так як шлях, які вказали провідники, навів карфагенську армію на засідку. Ворожі воїни почали скачувати величезні валуни зі скель і обсипали карфагенян списами та стрілами, але перед походом Ганнібал виявив обережність, тому кавалерія і легкі загони за його наказом були послані в авангард, а основна піхота йшла в тилу. Завдяки цьому передовим частинам полководця вдалося зайняти пануючі висоти, що дало можливість військам здійснити перехід, але все ж армія Карфагена зазнала досить серйозних втрат. Хоча втрати могли б бути ще більшими, якби не карфагенскі слони, сам вид яких настільки страшив ворожих воїнів, що вони навіть боялися до них наблизитися.

## Другий етап переходу
На дев'ятий день переходу Ганнібала через Альпи (рік 218 до н. е.) була досягнута вершина проходу. Тут армія полководця розбила табір, для відпочинку. До цього часу моральний дух військ через великі втрати і труднощі переходу дуже впав. Ганнібал своєю мовою постарався підбадьорити воїнів, розуміючи, що спускатися з Альп так само важко, як і підніматися на них.
Незважаючи на те, що напади ворожих племен практично припинилися, труднощі походу додала погода у вигляді рясного снігопаду і холодів. До того ж дорога стала слизькою і багато воїнів, падали в прірву з величезної висоти, не маючи шансу схопитися за кущ або дерево.
Ситуація ускладнилася, коли, досягнувши чергового переходу, воїни виявили, що він повністю завалений камінням і снігом. Ганнібал віддав команду, щоб в проході воїни прорубали невелику стежку і розвели там велике багаття, коли багаття повністю вигоріло, на розжарені камені карфагенскі воїни вилили оцет, який зробив брили більш пухкими. Далі за наказом Ганнібала втомлені і голодні вояки за допомогою залізних знарядь два дні розчищали прохід, на третій день військо Ганнібала пройшло через перехід і в подальшому не зустрічало великих труднощів на шляху.

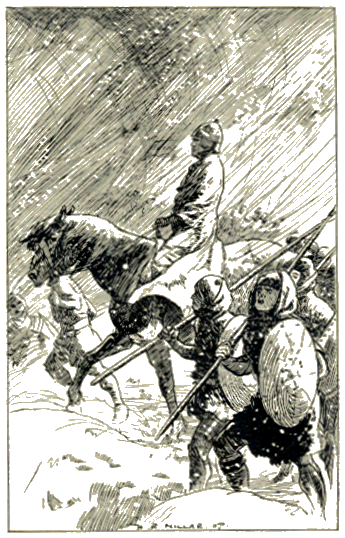
Труднощі переходу

Незабаром армія Ганнібала вийшла до родючої долини Бальту, де місцеве населення зустріло воїнів як визволителів і організувало їм привітний прийом. Військо Ганнібала розкинуло свій табір і поповнювало сили чотирнадцять днів, адже далі їх чекав похід на північ Італії. Всього перехід багатотисячної армії Ганнібала Барки зайняв п'ятнадцять днів.

## Наслідки походу
Незважаючи на те, що Ганнібал досяг своєї мети і відкрив перед собою двері до Північної Італії, похід дався йому і його військам нелегко. За п'ятнадцять днів виснаженого переходу військ Ганнібала через Альпи в результаті сутичок з місцевими племенами, холоду, голоду і падіння з висоти з армії в 40 тисяч піхотинців і 9 тисяч вершників в живих залишилося близько половини воїнів піхоти і 6 тисяч кінноти. Свої втрати Барці довелося заповнити з числа галльських племен, які були противниками Римської республіки і раді були взяти участь в її розгромі.
Проте найголовніе — ефект несподіванки від такого стратегічного маневру полководця був вражаючим. План Римської республіки, який передбачав ведення бойових дій в Іспанії і точно не допускав появу ворожих військ на своїй території, зазнав повного краху.